# 이리와 샴푸
〈이리와 샴푸〉(おいでシャンプー 오이데 샴푸[*])는 노기자카46의 2번째 싱글이다.

## 개요
전작 〈빙글빙글 커튼〉으로부터 약 2개월 만의 싱글이다.
캐치프레이즈는, 〈이리와 샴푸. 가끔 린스〉이다.

## 수록곡

### Type-A
자켓 사진 (표지):이코마 리나·사쿠라이 레이카·나카다 카나
CD
1. おいでシャンプー / 이리와 샴푸
(작사: 아키모토 야스시 / 작곡: 오다기리 다이 / 편곡: TATOO)
2. 心の薬 / 마음의 약
(작사: 아키모토 야스시 / 작곡: MIKOTO / 편곡: 키노시타 요시유키)
3. 偶然を言い訳にして / 우연을 핑계삼아
(작사: 아키모토 야스시 / 작곡: 사카베 다이스케 / 편곡: 나카츠치 토모히로)
4. おいでシャンプー off vocal ver.
5. 心の薬 off vocal ver.
6. 偶然を言い訳にして off vocal ver.

DVD
1. おいでシャンプー MUSIC VIDEO
2. 偶然を言い訳にして MUSIC VIDEO
3. 33인의 크리에이터×노기자카46 〈33인의 데이트〉

### Type-B
자켓 사진 (표지):이코마 리나·사쿠라이 레이카
1. おいでシャンプー / 이리와 샴푸
2. 心の薬 / 마음의 약
3. 水玉模様 / 물방울 무늬
(작사: 아키모토 야스시 / 작곡·편곡: 와카타베 마코토)
4. おいでシャンプー off vocal ver.
5. 心の薬 off vocal ver.
6. 水玉模様 off vocal ver.

DVD
1. おいでシャンプー MUSIC VIDEO
2. 水玉模様 MUSIC VIDEO
3. 33인의 크리에이터×노기자카46 〈33인의 데이트〉

### Type-C
자켓 사진 (표지):이코마 리나·나카다 카나
1. おいでシャンプー / 이리와 샴푸
2. 心の薬 / 마음의 약
3. 狼に口笛を / 늑대에게 휘파람을
(작사: 아키모토 야스시 / 작곡: Akira Sunset / 편곡: 시라이시 사토리)
4. おいでシャンプー off vocal ver.
5. 心の薬 off vocal ver.
6. 狼に口笛を off vocal ver.

DVD
1. おいでシャンプー Music Video
2. 狼に口笛を Music Video
3. 33인의 크리에이터×노기자카46 〈33인의 데이트〉

### 통상반
자켓 사진 (표지):시라이시 마이·타카야마 카즈미·하시모토 나나미·마츠무라 사유리
CD
1. おいでシャンプー / 이리와 샴푸
2. 心の薬 / 마음의 약
3. ハウス! / 하우스!
(작사: 아키모토 야스시 / 작곡·편곡: 후루카와 타카히로)
4. おいでシャンプー off vocal ver.
5. 心の薬 off vocal ver.
6. ハウス! off vocal ver.

## 선발 멤버

### 이리와 샴푸
(센터:이코마 리나)
- 1열: 사쿠라이 레이카, 이코마 리나, 나카다 카나
- 2열: 하시모토 나나미, 마츠무라 사유리, 시라이시 마이, 타카야마 카즈미
- 3열: 이와세 유미코, 이치키 레나, 사이토 유리, 이쿠타 에리카, 이노우에 사유리, 호시노 미나미, 하타나카 세이라, 미야자와 세이라

### 마음의 약
(센터:이코마 리나)
- 이쿠타 에리카, 이코마 리나, 이치키 레나, 이토 마리카, 이노우에 사유리, 이와세 유미코, 사이토 유리, 사쿠라이 레이카, 시라이시 마이, 타카야마 카즈미, 나카다 카나, 나가시마 세이라, 니시노 나나세, 하시모토 나나미, 하타나카 세이라, 후카가와 마이, 호시노 미나미, 마츠무라 사유리, 미야자와 세이라, 야마토 리나

### 우연을 핑계삼아
(센터:시라이시 마이)
- 시라이시 마이, 타카야마 카즈미, 하시모토 나나미, 마츠무라 사유리

### 물방울 무늬
- 이코마 리나

### 늑대에게 휘파람을
〈언더 걸즈〉 명의
(센터:이토 마리카)
- 안도 미쿠모, 이토 마리카, 이토 네네, 에토 미사, 카시와 유키나, 카와고 히나, 카와무라 마히로, 사이토 아스카, 사이토 치하루, 나가시마 세이라, 나카모토 히메카, 노죠 아미, 히구치 히나, 후카가와 마이, 야마토 리나, 와카츠키 유미, 와다 마야

### 하우스!
(센터:이코마 리나)
- 이쿠타 에리카, 이코마 리나, 이치키 레나, 이노우에 사유리, 이와세 유미코, 에토 미사, 카와무라 마히로, 사이토 유리, 사쿠라이 레이카, 시라이시 마이, 타카야마 카즈미, 나카다 카나, 니시노 나나세, 노죠 아미, 하시모토 나나미, 하타나카 세이라, 호시노 미나미, 마츠무라 사유리, 미야자와 세이라, 와카츠키 유미